# Conus glicksteini
Conus glicksteini é uma espécie de gastrópode do gênero Conus, pertencente a família Conidae.